# Urs Imboden
Urs Imboden, född 7 januari 1975 i Santa Maria in Val Müstair i Schweiz, är en slalomåkare som tävlade för Schweiz och Moldavien. Hans specialdisciplin är slalom. Efter en femteplats i Park City i Utah i november 2000 ställde Imboden upp i olympiska spelen i slalom år 2002, där han återigen nådde en femteplats. Efter ytterligare en femteplats i europacupen i alpin skidåkning 2003 blev hans resultat successivt sämre, vartefter han inte tilläts tävla med Schweiz. Tillsammans med kollegan Christophe Roux ansökte han då om ett moldaviskt medborgarskap, och han började tävla för Moldavien under Världscupen i utförsskidåkning 2006/2007. Den 30 januari 2007 blev han den första för Moldavien tävlande skidåkaren att komma under topp 30 i en världscuptävling, och i världsmästerskapen i Åre kom han på en elfte plats.
Under världscupen 2008/2009 åstadkom Imboden bättre resultat, och var ständigt övervakad av media. På grund av de dåliga resultat som hans före detta landsmän i Schweiz åstadkom, rapporterade schweizisk media ofta om den bästa schweiziska skidåkaren - som inte tävlade för Schweiz. Det moldoviska arbetslaget har fått en hel del uppmärksamhet eftersom det olikt andra nationer inte har flera tränare, utan styrs nästan helt och hållet av Hans Daniel Fahrner. Imboden gjorde i ordning sina skidor själv.
Vid världsmästerskapen i Val d'Isère 2007 nådde Imboden en nionde plats i slalom. Genom att vinna slalomfinalerna i europacupen i slalom den 14 mars 2009 kunde Imboden säkra en total tredjeplats i slalom, vilket är hans största framgång i europacupen. Den 10 januari 2010 nådde Imboden en sjundeplats i slalom i Adelboden, vilket var Moldaviens första resultat under topp tio, och hans näst bästa världscupresultat någonsin.

## Framgångar

### Olympiska spelen
- Salt Lake City 2002: Femte plats i slalom

### Världsmästerskapen
- St. Moritz 2003: 21 plats i slalom
- Åre 2007: 11 plats i slalom
- 2009 i Val d'Isère: 9 plats i slalom

### Världscupen
- 11 placeringar under topp 15, däribland två under topp tio.

### Europacuppen
- Säsongen 2002/2003: 5 plats i slalom
- Säsongen 2008/2009: 3 plats i slalom
- 5 pallplatser, två vinster

### Andra framgångar
- Schweizisk mästare i slalom 2002, 2003 och 2004.
- Vinnare i nyzeeländska slalommästerskapen 2008
- Vinnare i tyska slalommästerskapen 2009
- 18 vinster i FIS